# Basse fondamentale (Rameau)
Pour les articles homonymes, voir Basse.
La théorie de la basse fondamentale est un procédé d'analyse de la musique inventé par le compositeur et théoricien Jean-Philippe Rameau.
C'est une ligne de basses fondamentales constituée de toutes les notes fondamentales des accords, contrairement à la basse mélodique.
Ce procédé dérivé de la basse chiffrée est assimilé à une progression d'accords.
Pour trouver la basse fondamentale d'un accord, il n'y a autre chose à faire que d'en disposer les termes par tierces ascendantes; la note la plus grave est la basse fondamentale: on l'écrit alors au dessous de la basse ordinaire, qu'en ce cas on nomme basse sensible ou chantante. Par ce moyen on examine si les accords se succèdent régulièrement et si les modulations se lient bien entre elles ainsi la basse fondamentale est à l'harmonie ce que la construction est au discours.